# حرب آل روز
حرب آل روز (بالإنجليزية: The War of the Roses)‏ هو فيلم كوميديا سوداء أمريكي مبني على رواية تحمل نفس الاسم للكاتب وارن أدلر. الفيلم من إخراج داني ديفيتو وبطولة مايكل دوغلاس، كاثلين ترنر وداني ديفيتو، صدر الفيلم في 8 ديسمبر 1989.
الاسم الإنجليزي للفيلم مستوحىً من اسم حرب حدثت في إنجلترا باسم حرب الوردتين.